# Monanthes
Monanthes is een geslacht van succulenten uit de Vetplantenfamilie. De soorten van dit geslacht komen voor op de Canarische Eilanden en de Ilhas Selvagens. Ook op Madeira zijn soorten aangetroffen.

## Soorten
- Monanthes anagensis
- Monanthes brachycaulos
- Monanthes icterica
- Monanthes laxiflora
- Monanthes lowei
- Monanthes minima
- Monanthes muralis
- Monanthes pallens
- Monanthes polyphylla

Adromischus · Aeonium · Aichryson · Chiastophyllum · Cotyledon · Crassula · Diamorpha · Dudleya · Echeveria · Graptopetalum · Greenovia · Hylotelephium (Hemelsleutel) · Hypagophytum · Jovibarba · Kalanchoe (Kalanchoë) · Lenophyllum · Monanthes · Orostachys · Pachyphytum · Perrierosedum · Phedimus (Vlak vetkruid) · Pistorinia · Prometheum · Pseudosedum · Rhodiola · Rosularia · Sedum (Vetkruid) · Sempervivum (Huislook) · Thompsonella · Tylecodon · Umbilicus · Villadia